# Kouji Nakamoto
Kouji Nakamoto (仲本工事) (Tóquio, Japão, 5 de julho de 1941 – Yokohama, Japão, 19 de outubro de 2022) é um ator e comediante, membro do grupo de comédia (e antigo grupo musical, no qual tocava guitarra) The Drifters (ザ・ドリフターズ). Com esse grupo, participou do programa de televisão Hachijidayo, Zen'inshugo! de 1969 a 1985. Ele ocasionalmente apareceu nos dramas e filmes como ator.
Morreu numa colisão de trânsito a 19 de outubro de 2022, aos 81 anos de idade.

## Trabalhos

### Show de variedades
- Hachiji Dayo, Zen'inshugo! ('São oito horas da noite, todos juntos!', 1969-85)
- Dorifu Daibakusho (1976-2003)
- Tobe Son Goku (1977-78)

### Drama de televisão
- Tōyama no Kin-san (1985-86) como Hirame Ginjirō
- Sōrito Yobanaide (1997) como Secretário-Geral Adjunto do Secretariado do Gabinete
- Scrap Teacher (2008) como John Sakita

### Filme
- Yawara! (1989) como Kamoda
- Asako I & II (2018) como Hirakawa